# Kannad
Kannad è una città dell'India di 34.408 abitanti, situata nel distretto di Aurangabad, nello stato federato del Maharashtra. In base al numero di abitanti la città rientra nella classe III (da 20.000 a 49.999 persone).

## Geografia fisica
La città è situata a 20° 16' 0 N e 75° 7' 60 E e ha un'altitudine di 632 m s.l.m..

## Società

### Evoluzione demografica
Al censimento del 2001 la popolazione di Kannad assommava a 34.408 persone, delle quali 17.867 maschi e 16.541 femmine. I bambini di età inferiore o uguale ai sei anni assommavano a 5.039, dei quali 2.666 maschi e 2.373 femmine. Infine, coloro che erano in grado di saper almeno leggere e scrivere erano 23.795, dei quali 13.657 maschi e 10.138 femmine.